# Hotel Nacional de Cuba
El Hotel Nacional de Cuba es un hotel cubano histórico de estilo ecléctico español en La Habana, Cuba, inaugurado en 1930. Ubicado en primera línea de mar del barrio de El Vedado, se encuentra en el cerro Taganana, ofreciendo impresionantes vistas al mar y a la ciudad.
El edificio es un palacio y este emblema mítico del refinamiento y el lujo de la cultura de Cuba y la historia de Cuba en los años 1930. Es considerado el establecimiento más lujoso de la capital y está inscrito en el registro Memoria del Mundo de la UNESCO desde 1982, y clasificado como monumento nacional de Cuba desde 1988.

## Historia

### Diseño y construcción
El Hotel Nacional fue diseñado por el estudio de arquitectura neoyorquino McKim, Mead & White, financiado por el National City Bank de Nueva York y construido en catorce meses por la firma de ingeniería estadounidense Purdy and Henderson.La estructura contiene una mezcla de estilos que incluyen el sevillano, el romano, el morisco y el art déco. El pórtico de entrada de estilo palladiano tiene dos capiteles de columnas estilizados y quoins de piedra coralina.
El diseño del Hotel Nacional se basa en dos cruces griegas, lo que da a la mayoría de las habitaciones vistas al océano. Los 6 pisos típicos tienen 74 habitaciones y 5.912,4 m² (63.641 pies cuadrados) de espacio habitable. El octavo piso (último piso) tiene 66 habitaciones y una superficie de 4.675,3 m² (50.325 pies cuadrados). El área ocupada por el edificio mide aproximadamente 159m x 81m. La estructura del edificio es de acero, mientras que los elementos decorativos, incluidos detalles de planta baja, columnas, revestimientos de paredes y gran parte del pavimento, son de piedra coralina.

### Ubicación

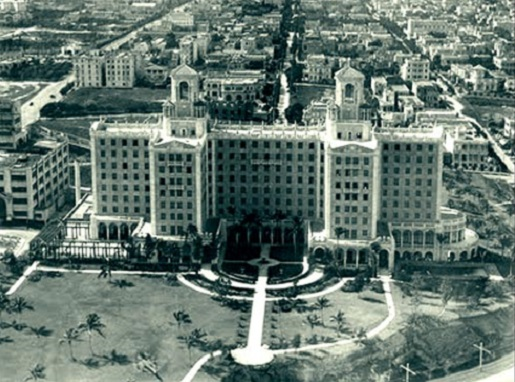
O Hotel Nacional de Cuba, por volta de 1933.

El hotel está ubicado en primera línea de mar en el barrio El Vedado, en la loma de Taganana, en la Plaza La Habana, en Cuba. El lugar tiene varias vistas impresionantes al mar y también a la ciudad, como vistas al Malecón.
Ubicado en el saliente costero de Punta Brava, en la loma de Taganana, casi al extremo de la caleta de San Lázaro, sitio habitual de desembarcos de piratas, se alza el Hotel Nacional de Cuba desde el 30 de diciembre de 1930, como el más importante del Gran Caribe. 
La colina que le recibe fue hospedera a mediados del siglo XIX de la famosa batería de Santa Clara. El cañón “Ordóñez”, uno de los más grandes de la época, aún descansa en los jardines del hotel. Asimismo, en el morillo de Punta Brava, el regidor Don Luis Aguiar hostigó a los británicos durante el sitio y asalto a La Habana. En homenaje, su apellido da nombre al restaurante más famoso y lujoso del hotel. 

### Operación temprana

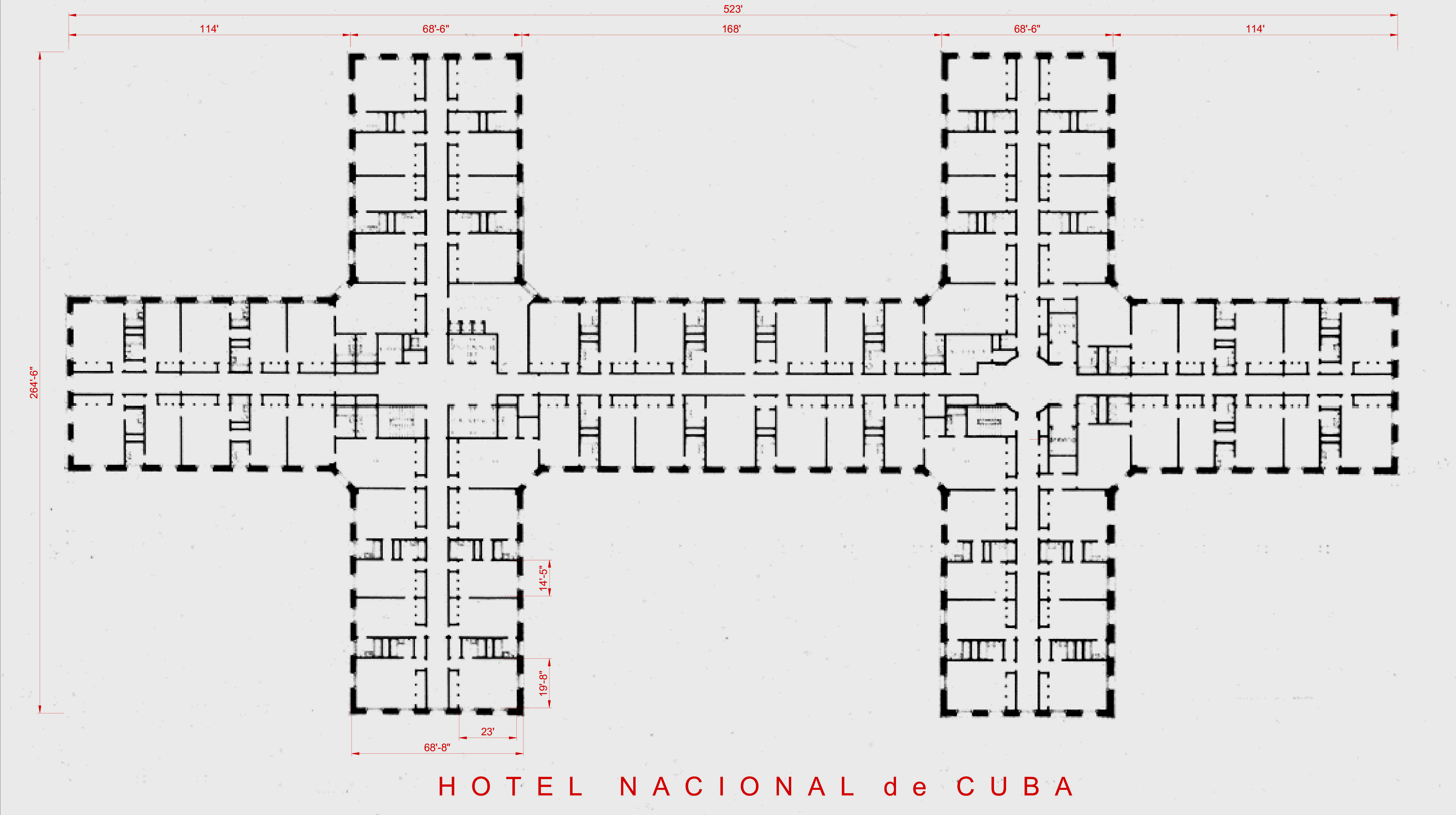
Planta de andar típico del Hotel Nacional.

El hotel abrió sus puertas como The National Hotel of Cuba (El Hotel Nacional de Cuba) el 30 de diciembre de 1930, operado por los gerentes estadounidenses del Hotel Plaza, el Hotel Savoy-Plaza y el Hotel Copley Plaza, en un momento en que Cuba era un destino importante como tarjeta de viaje para las personas en los Estados Unidos.
En 1933, tras el golpe de Estado de Fulgencio Batista el 4 de septiembre contra el gobierno de transición, el Hotel Nacional fue la residencia de Sumner Welles, un emisario especial enviado por el presidente estadounidense Franklin D. Roosevelt para mediar en la crisis. Poco después, del 2 al 3 de octubre de 1933, fue escenario de un sangriento asedio que sería conocido como la Batalla del Hotel Nacional de Cuba. El conflicto enfrentó a los oficiales del ejército cubano, atrincherados en el hotel, que contribuyeron al derrocamiento de Gerardo Machado, pero que se oponían a Batista, con los sargentos y otros rangos del ejército cubano, que apoyaban a Batista. El exitoso ataque al hotel dejó más de cuarenta combatientes muertos y causó grandes daños al edificio, incluidos agujeros de granadas y balas.
El Hotel Nacional fue restaurado poco después y reabierto. En 1939 pasó a llamarse Hotel Nacional de Cuba, en español. El desarrollador de Chicago, Arnold Kirkeby, adquirió la propiedad en julio de 1943 y la operó durante más de una década como parte de su cadena Kirkeby Hotels. A mediados de la década de 1930, el Hotel Nacional de Cuba se fusionó con el jefe de la mafia oriental y propietario de un casino cubano, Meyer Lansky, y abrió una oficina en Flagler Street en Miami; Lansky admitió más tarde su participación en el Hotel Nacional de Cuba en su testimonio ante el Comité Kefauver de 1951 que investigaba el crimen organizado. Los archivos de inteligencia de la LAPD revelaron que el 16 de abril de 1940, Arnold S. Kirkeby se convirtió en presidente del Hotel National, y Ernest Ponterelli del Sindicato de Al Capone convirtió en vicepresidente. Se decía que su hermano Michael era un miembro de alto rango de la camarilla gobernante de la mafia, la Unión Siciliana.

### Visitantes ilustres
Entre sus primeros visitantes ilustres se destacan personalidades del arte y la literatura como Johnny Weissmüller, Buster Keaton, José Mojica, Jorge Negrete, Agustín Lara, Tyrone Power, Rómulo Gallegos, Errol Flynn, Marlon Brando y el afamado Ernest Hemingway, quien donó al bar “Sirena” un ejemplar de castero. Además, célebres representantes de la mafia italo-norteamericana como Santo Trafficante Jr., Meyer Lansky, Lucky Luciano y Frank Costello. Enriquecen su tradición de anfitrión de lujo personalidades de la política y la ciencia, como Winston Churchill, los duques de Windsor, el científico Alexander Fleming, incontables jefes de Estado iberoamericanos y monarcas europeos.

### Conferencia de La Habana
A partir del 20 de diciembre de 1946, el hotel fue sede de la Conferencia de La Habana, una infame cumbre de la mafia dirigida por Lucky Luciano y Meyer Lansky y a la que asistieron Santo Trafficante Jr., Frank Costello, Albert Anastasia, Vito Genovese y muchos otros. Francis Ford Coppola dramatizó la conferencia en su película El padrino II.

### Apogeo de la década de 1950

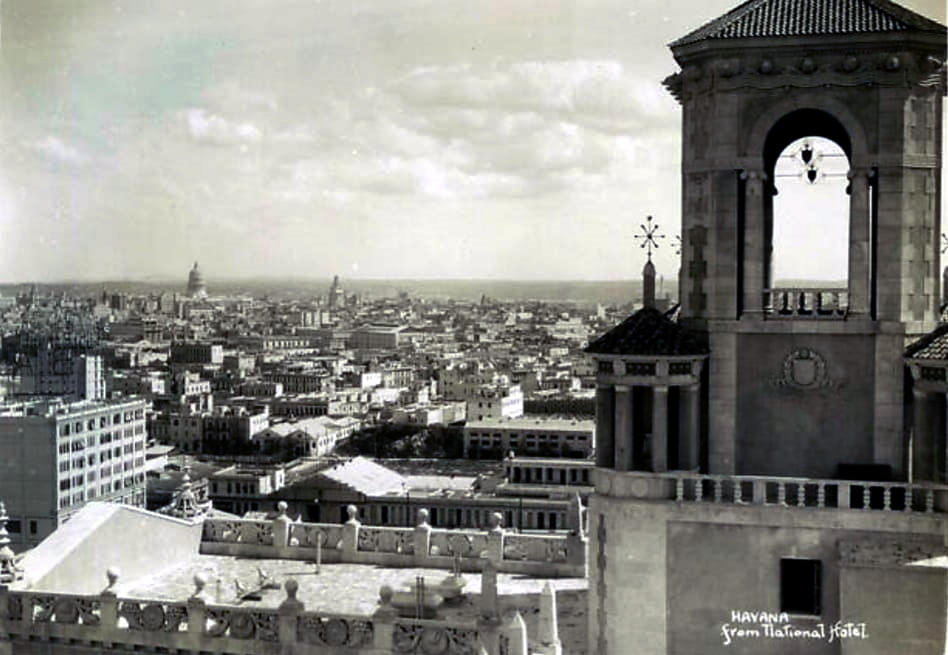
Detalle del techo de la torre del Hotel Nacional.

En septiembre de 1955, Kirkeby Hotels Corp. vendió el Hotel Nacional a una empresa cubana recién formada, Corporacion Intercontinental de Hoteles, SA, con la división Intercontinental Hotel Corp. de Pan Am tomando la propiedad parcial y también la administración de la propiedad. Alphons Landa, un destacado abogado de Washington, representó a Pan Am y al mismo tiempo organizó la adquisición de acciones del hotel por parte de otros clientes y amigos. Dave Beck, presidente de Teamsters, y Roy Fruehauf de Fruehauf Trailer Corporation fueron socios silenciosos durante al menos 2 años. Fruehauf vendería su participación en el hotel en mayo de 1957; otros inversores lo perderían todo cuando Fidel Castro llegara al poder.
Lansky planeó ocupar un ala del hotel de 10 pisos y crear suites de lujo para jugadores de alto riesgo. Fulgencio Batista apoyó la idea de Lansky, aunque hubo objeciones de expatriados estadounidenses como Ernest Hemingway. A instancias de Lansky, se renovó un ala del gran vestíbulo de entrada para incluir un bar, un restaurante, una sala de exposición y un lujoso casino. Fue operado por Lansky y su hermano Jake, con Wilbur Clark como líder.
La nueva ala del hotel, que consta del Casino Internacional Wilbur Clark, el bar adyacente Starlight Terrace y el club nocturno Casino Parisién (sede de las famosas aguas danzantes), se inauguró en 1956 con la actuación de Eartha Kitt, quien se convirtió en la primera invitada negra del hotel. El casino y los clubes fueron un éxito inmediato. Según un artículo inédito enviado a los Archivos de Información Cubana alrededor de 1956-57, "El bar estaba atendido por camareros locales y el casino estaba dirigido por caballeros de Las Vegas". En la primavera de 1957, el casino, subarrendado por el hotel a Lansky por un alquiler sustancial, ganaba tanto dinero como los casinos más grandes de Las Vegas. A finales de 1958, el casino fue vendido a Michael McLaney y Carroll Rosenbloom.

## Posrevolución cubana
Después de la Revolución Cubana en enero de 1959, los casinos de La Habana se cerraron brevemente, pero se reabrieron rápidamente después de que las protestas de los trabajadores de los casinos se quedaran sin trabajo. El Nacional sufrió grandes pérdidas financieras en los meses siguientes y, como resultado directo, la división Intercontinental Hotels de PanAm informó una pérdida neta de 154.000 dólares en 1959, después de haber reportado una ganancia de 200.000 dólares en 1958. Fidel Castro nacionalizó el hotel en junio de 1960, confiscándolo a Intercontinental Hotels, lo que resultó en que la cadena hotelera registrara una pérdida neta de 71.000 dólares estadounidenses en 1960. Fidel finalmente cerró el casino en octubre de 1960, casi dos años después del derrocamiento de Fulgencio Batista.
Durante la crisis de los misiles de Cuba, se instalaron cañones antiaéreos en el sitio de la batería de Santa Clara y se construyó una extensa serie de túneles debajo de la propiedad, que ahora están abiertos al público para visitas guiadas.
Después de años de abandono debido a la reducción del turismo tras la revolución, el hotel se utilizó principalmente para alojar a diplomáticos visitantes y funcionarios de gobiernos extranjeros. Debido al colapso de la Unión Soviética en 1991 y la caída del Bloque del Este, el Partido Comunista Cubano, ávido de reservas de divisas, se vio obligado a reabrir Cuba a los turistas, por lo que el Hotel Nacional fue nuevamente rehabilitado para albergar a turistas internacionales como ocurrió durante los años previos a la revolución. La reapertura se llevó a cabo el 30 de diciembre de 2020, conmemorando el 90 aniversario del Hotel Nacional.

## Desarrollo

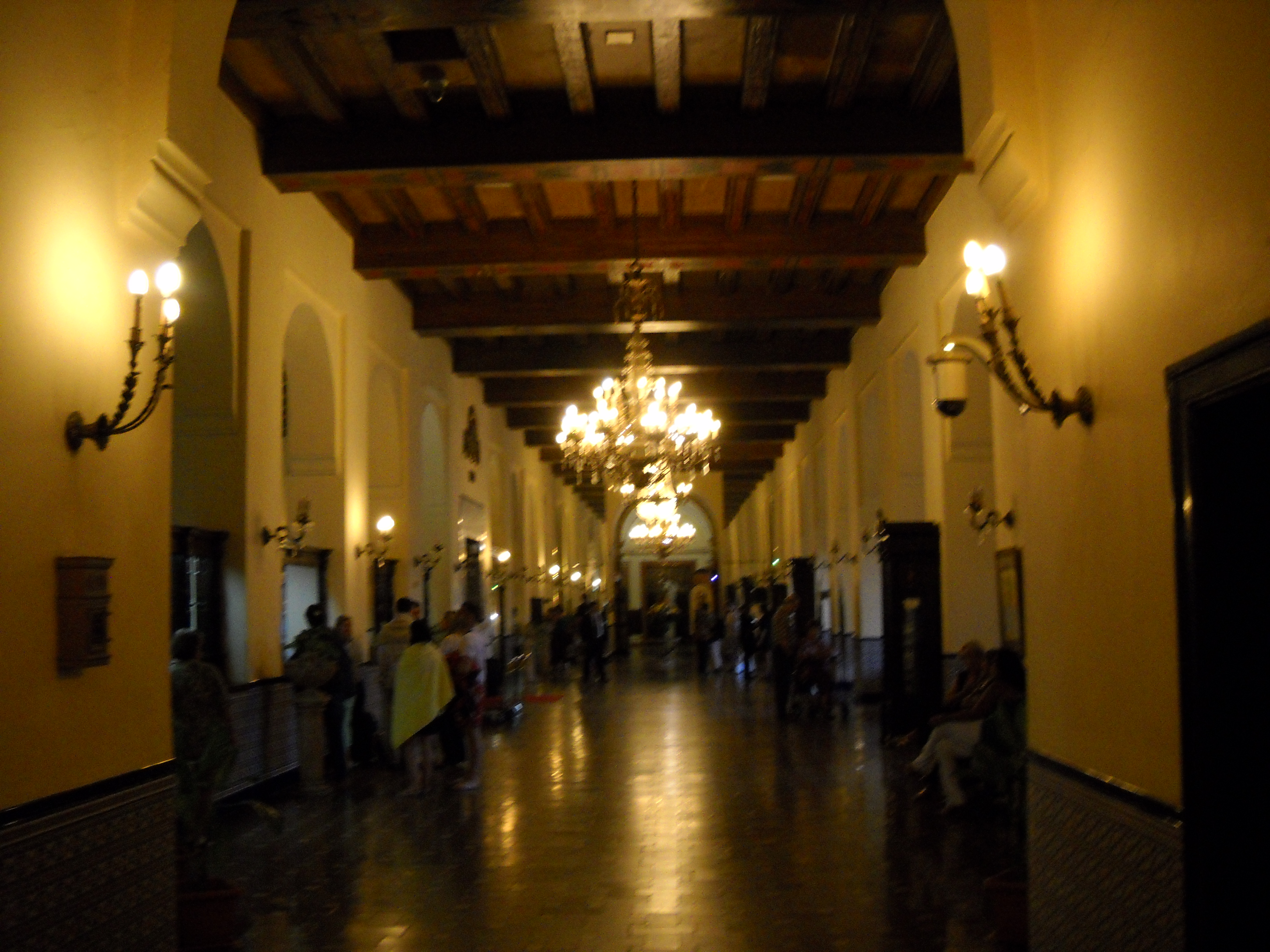
Lobby del hotel.

El edificio, de ocho plantas y estilo arquitectónico ecléctico con influencias hispánicas, se ubica en la cima de una colina con vistas al Malecón de La Habana. Desde sus instalaciones se pueden apreciar panorámicas de la Habana Vieja y El Vedado. Los jardines que lo rodean son un espacio abierto al público hospedado, utilizados para actividades recreativas y eventos culturales.
A la entrada, un portero recibe a los visitantes en el vestíbulo principal, caracterizado por su decoración que combina losas de estilo mudéjar, lámparas y techos de vigas al estilo isabelino. El escritor cubano Alejo Carpentier lo describió en una ocasión como un «castillo encantado».

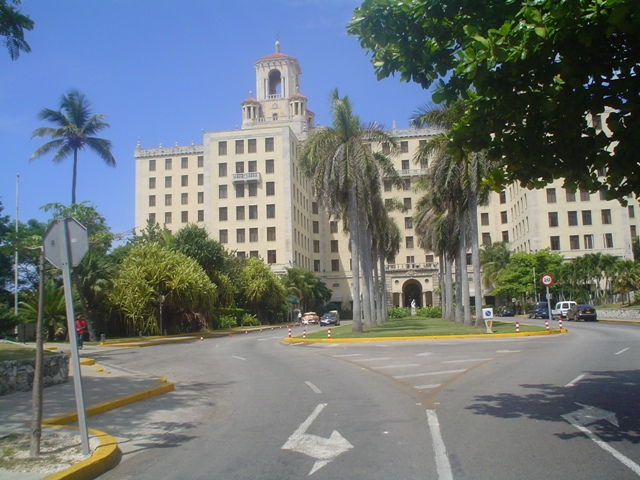
Entrada del Hotel Nacional de Cuba.

El vestíbulo suele congregar a visitantes y grupos turísticos, y conecta con uno de los bares que conducen a la zona de jardines. El hotel dispone de seis bares, un cabaret y salones para espectáculos y presentaciones culturales, entre ellos conciertos de son cubano y otros eventos ocasionales como desfiles de moda. Desde 1979, durante el Festival Internacional del Nuevo Cine Latinoamericano, el hotel acoge la sala de prensa del certamen, recibiendo a figuras del arte, la cultura y el cine.
Además de su oferta de ocio, el establecimiento cuenta con un centro de negocios, casas de cambio, nueve salones para reuniones —incluido el Salón Taganana, utilizado para conferencias de prensa— y servicios de interpretación. Dispone también de un piso destinado a viajeros de negocios, con registro de entrada rápido y acceso a cibercafés, orientado a participantes en congresos y convenciones.